# مرفد (لحج)
مرفد هي إحدى قرى الجمهورية اليمنية. تتبع جغرافيا لمحافظة لحج و إداريًا لمديرية يافع. يبلغ تعداد سكانها 1441 نسمة حسب الإحصاء الذي أجري عام 2004.